# الدوري الألماني لكرة القدم للسيدات 1995–96
الدوري الألماني لكرة القدم للسيدات 1995–96 (بالألمانية: Fußball-Bundesliga 1995/96)‏ هو الموسم 6 من الدوري الألماني لكرة القدم للسيدات. أشرف على تنظيمه اتحاد ألمانيا لكرة القدم، وكان عدد الأندية المشاركة فيه 20، وفاز فيه Sportfreunde Siegen ‏.